# Grubianella antarctica
Grubianella antarctica är en ringmaskart som beskrevs av McIntosh 1885. Grubianella antarctica ingår i släktet Grubianella och familjen Ampharetidae. Inga underarter finns listade i Catalogue of Life.